# Okręg wyborczy Ashford
Okręg wyborczy Ashford powstał w 1885 r. i wysyła do brytyjskiej Izby Gmin jednego deputowanego. Okręg obejmuje miasto Ashford w hrabstwie Kent.

## Deputowani do brytyjskiej Izby Gmin z okręgu Ashford
- 1885–1892: William Pomfret
- 1892–1918: Laurence Hardy
- 1918–1929: Samuel Strang Steel, Partia Konserwatywna
- 1929–1931: Roderick Kedward, Partia Liberalna
- 1931–1933: Michael Knatchbull, Partia Konserwatywna
- 1933–1943: Patrick Spens, Partia Konserwatywna
- 1943–1950: Edward Percy Smith, Partia Konserwatywna
- 1950–1974: Bill Deedes, Partia Konserwatywna
- 1974–1997: Keith Speed, Partia Konserwatywna
- 1997 - : Damian Green, Partia Konserwatywna